# Þórsvöllur
Het Þórsvöllur is een sportstadion in de IJslandse stad Akureyri. Het wordt meestal gebruikt voor voetbalwedstrijden en is de thuisbasis van Þór Akureyri. De totale capaciteit van het stadion is ongeveer 1500 plaatsen. Er staat één tribune in het stadion. 